# Paul-Louis-François Villain
Paul-Louis-François Villain, francoski general, * 1876, † 1941.